# Mordóvia

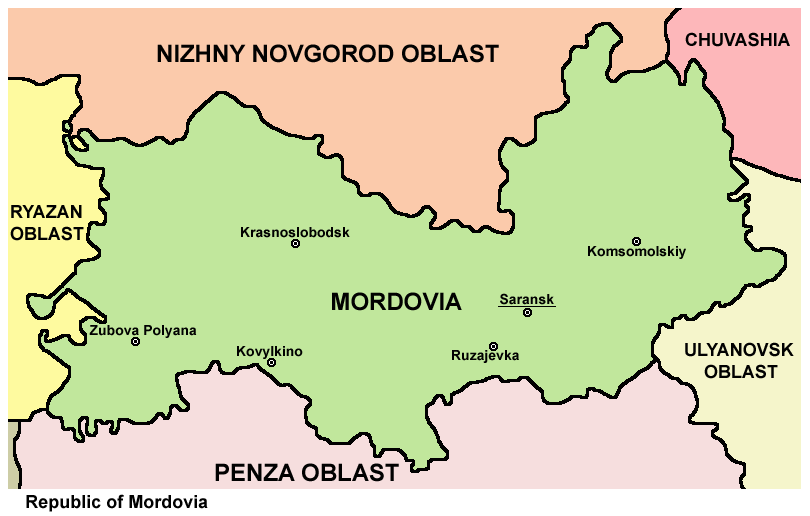

A República da Mordóvia (russo:  Респу́блика Мордо́вия, tr. Respúblika Mordóvia; em moksha e erzia: Мордовия Республикась, tr. Mordovija Respublikaś) é uma divisão federal da Federação da Rússia, que faz parte do distrito federal do Volga. Consiste em 22 áreas rurais, um distrito urbano (Saransk) e seis cidades sob jurisdição regional. Está situada na planície europeia oriental (ou planície russa), na área entre os rios Oka e Sura. Sua capital é Saransk, que possui cerca de 300 mil habitantes.